# Functionaalvergelijking
In de analyse, een deelgebied van de wiskunde, is een functionaalvergelijking elke vergelijking, die een functie als een impliciete vorm specificeert.
Vaak relateert de vergelijking de waarde van een functie (of functies) op een bepaald punt met haar waarden op andere punten. Zo kunnen bijvoorbeeld eigenschappen van functies worden bepaald door de typen functionaalvergelijkingen, waaraan zij voldoen, te beschouwen. De term functionaalvergelijking verwijst gewoonlijk naar vergelijkingen, die niet zomaar tot algebraïsche vergelijkingen kunnen worden gereduceerd.

## Voorbeelden
- Aan de functionaalvergelijking

{\displaystyle f(s)=2^{s}\pi ^{s-1}\sin \left({\frac {\pi s}{2}}\right)\Gamma (1-s)f(1-s)}
wordt voldaan door de riemann-zèta-functie {\displaystyle \zeta }. De hoofdletter {\displaystyle \Gamma } geeft de gammafunctie aan.
- Aan deze functionaalvergelijkingen wordt voldaan door de gammafunctie. De gammafunctie is de unieke oplossing van het systeem van alle drie onderstaande vergelijkingen:

{\displaystyle f(x)={f(x+1) \over x}}
{\displaystyle f(y)f\left(y+{\frac {1}{2}}\right)={\frac {\sqrt {\pi }}{2^{2y-1}}}f(2y)}
{\displaystyle f(z)f(1-z)={\pi  \over \sin(\pi z)}\,\!\,\,\,}       (Eulers reflectieformule)
- De onderstaande functionaalvergelijking definieert {\displaystyle f} als een modulaire vorm van gewicht {\displaystyle k}:

{\displaystyle f\left({az+b \over cz+d}\right)=(cz+d)^{k}f(z)}
Daarin zijn {\displaystyle a,b,c} en {\displaystyle d} gehele getallen zijn die voldoen aan {\displaystyle ad-bc=1}, dus met determinant {\displaystyle {\begin{vmatrix}a&b\\c&d\end{vmatrix}}=1}, wat betekent dat {\displaystyle {\begin{bmatrix}a&b\\c&d\end{bmatrix}}} een unitaire matrix is.

## Oplossen van functionaalvergelijkingen
Het oplossen van functionele vergelijkingen kan heel moeilijk zijn, maar er zijn een aantal gemeenschappelijke methoden. In het dynamisch programmeren wordt bijvoorbeeld een verscheidenheid van opeenvolgende benaderingsmethoden gebruikt om Bellman-functionaalvergelijkingen op te lossen, daaronder ook methoden die zijn gebaseerd op dekpuntiteraties. De belangrijkste methode voor het oplossen van eenvoudige functionaalvergelijkingen is substitutie. Vaak is het nuttig om indien mogelijk surjectiviteit of injectiviteit en even- of onevenheid te bewijzen. Men kan ook proberen om mogelijke oplossingen te raden. Inductie is een bruikbare techniek om te gebruiken wanneer de functie alleen gedefinieerd is voor rationale waarden.

## Voetnoten
1. ↑  (en)  Bellman, R. (1957). Dynamic Programming, Princeton University Press.
2. ↑  (en)  Sniedovich, M. (2010). Dynamic Programming: Foundations and Principles, Taylor & Francis.